# Hayda Nourdine Sidi

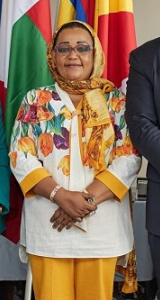
Hayda Nourdine Sidi

Hayda Nourdine Sidi (geb. 1977 in Mutsamudu, Anjouan) ist eine Politikerin auf den Komoren. Sie ist seit 2020 Mitglied der Unionsversammlung.

## Leben
Hayda Nourdine Sidi wurde im Januar 1977 in Mutsamudu auf Anjouan geboren. Sie erhielt ihre Ausbildung an der Neimane Private School in Mutsamudu und ging später an das Institute of Science and Commerce in Antananarivo in Madagaskar. Sie arbeitete dann in der Telekommunikationsbranche als Manager einer Firma, die audio-visuelle Services via Satellit angeboten hat.
In dieser Rolle arbeitete sie in Sozialdienstleistungen mit Frauen und Kindern, die Missbrauchsopfer geworden waren. Von 2008 bis 2011 wurde sie Regional Director of Gender in Anjouan und wurde dann als Direktor für Gender im Ministerium für Gesundheit, Solidarität und Geschlechterförderung berufen (2011–2013). Von 2013 bis 2016 arbeitete sie beim Anjouan Civil Service als Generalsekretärin. 2019 wurde sie als Deputy Secretary General ins Gesundheitsministerium berufen.
2020 wurde sie als Mitglied der Convention for the Renewal of the Comoros ausgewählt und wurde in der ersten Runde der Wahlen 2020 für den Wahlkreis Mutsamudu I ins Parlament gewählt. Am 5. April 2020 wurde sie zur Vizepräsidentin der Unionsversammlung gewählt. 2021 besuchte sie die Einsetzung des Präsidenten des Niger, Azali Assoumani.